# Albert Valley
Das Albert Valley ist ein Hochtal im ostantarktischen Viktorialand. Es liegt zwischen dem Conway Peak und dem Wendler Spur in der Gebirgsgruppe der Apocalypse Peaks. Nach Norden öffnet sich das Tal zum Barwick Valley.
Das Advisory Committee on Antarctic Names benannte das Tal 2005 nach Mary Remley Albert (* 1954) vom Cold Regions Research and Engineering Laboratory in Hannover, New Hampshire, die zwischen 1996 und 2003 Feldforschungen zur Eis- und Schneestruktur im Rahmen der International Trans-Antarctic Scientific Expedition durchführte und zahlreichen Gremien zur Polarforschung angehört.